# Pulitzer Prize for Spot News Photography

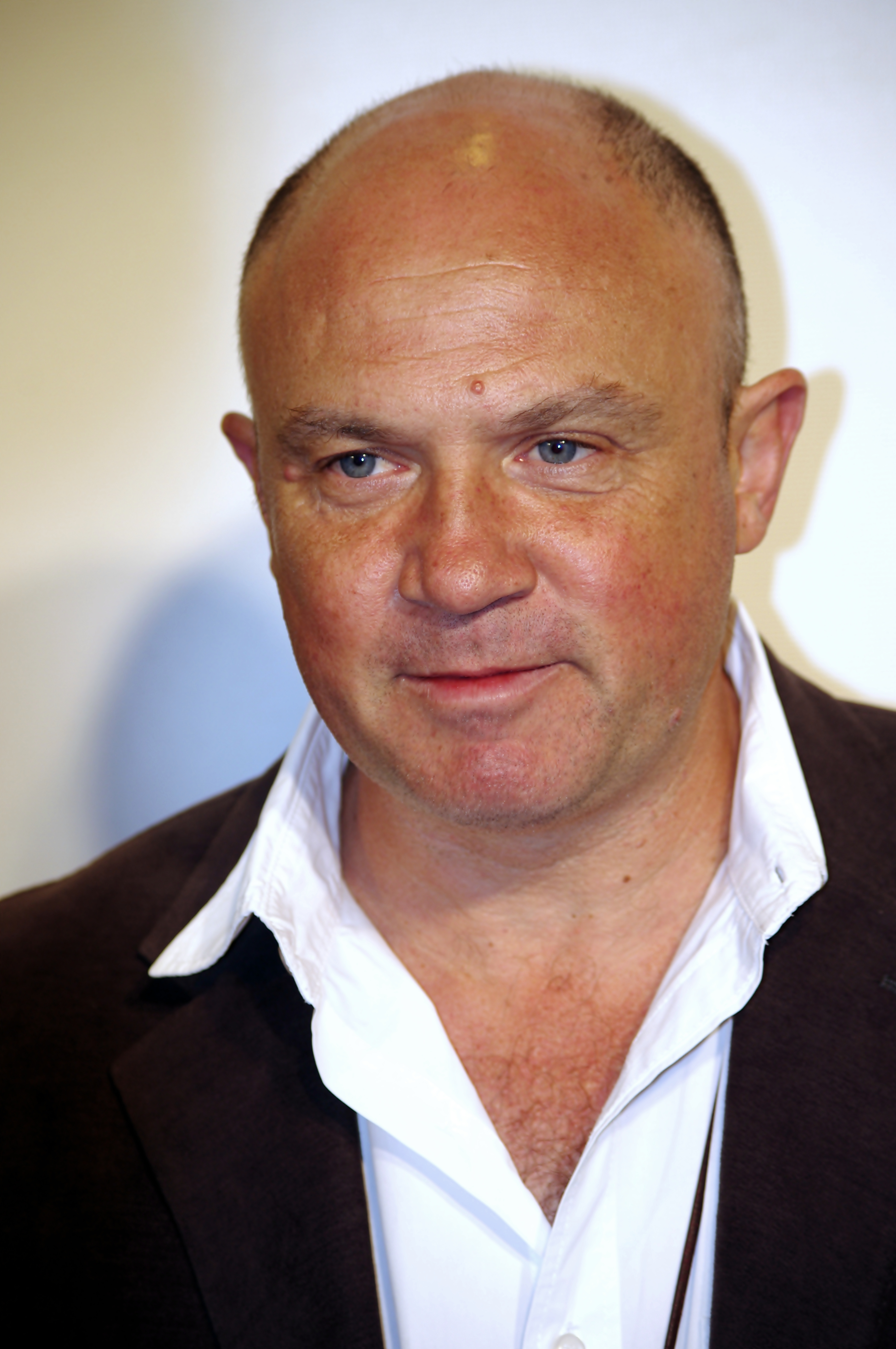
Greg Marinovich získal cenu v roce 1991

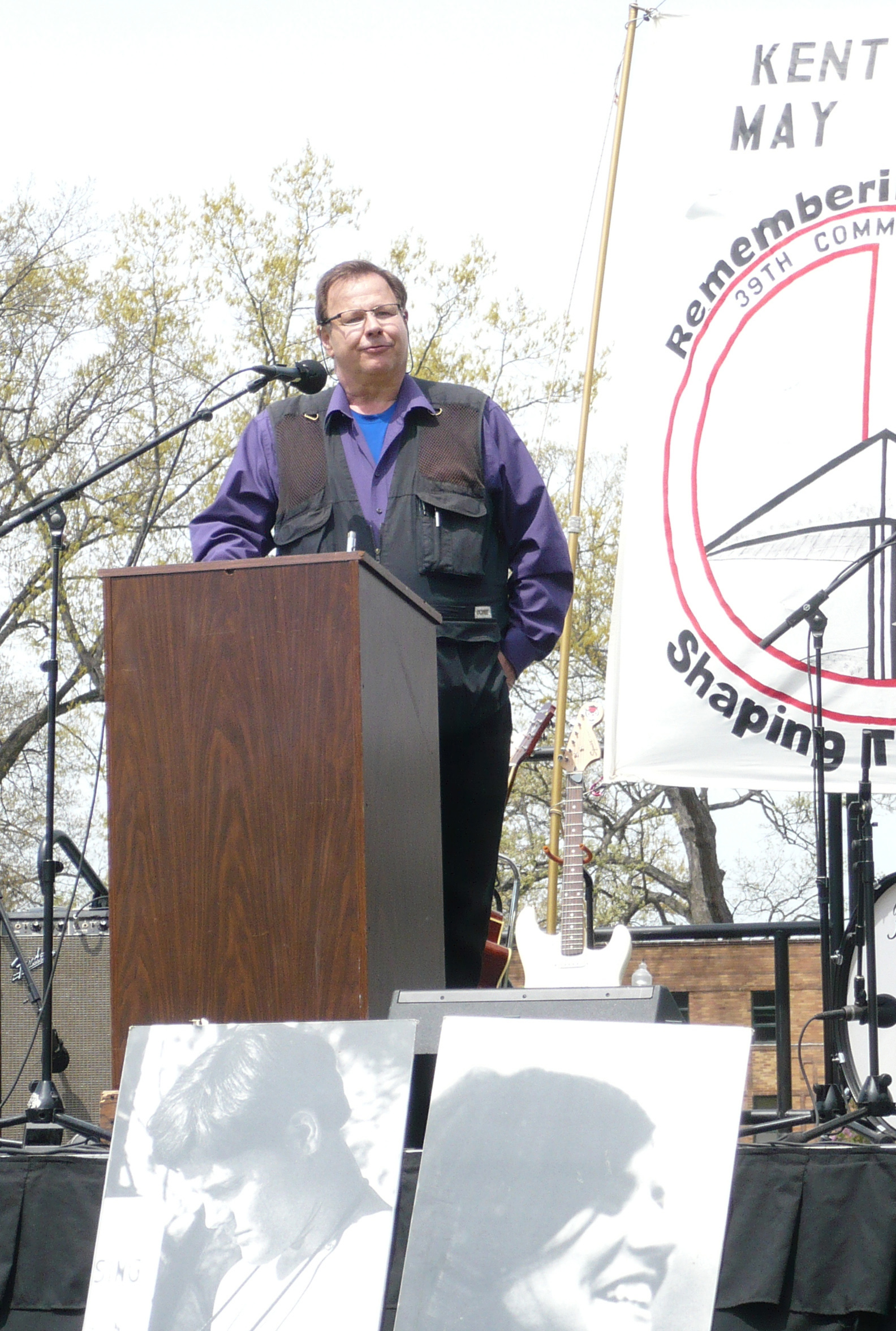
John Filo byl oceněn v roce 1971

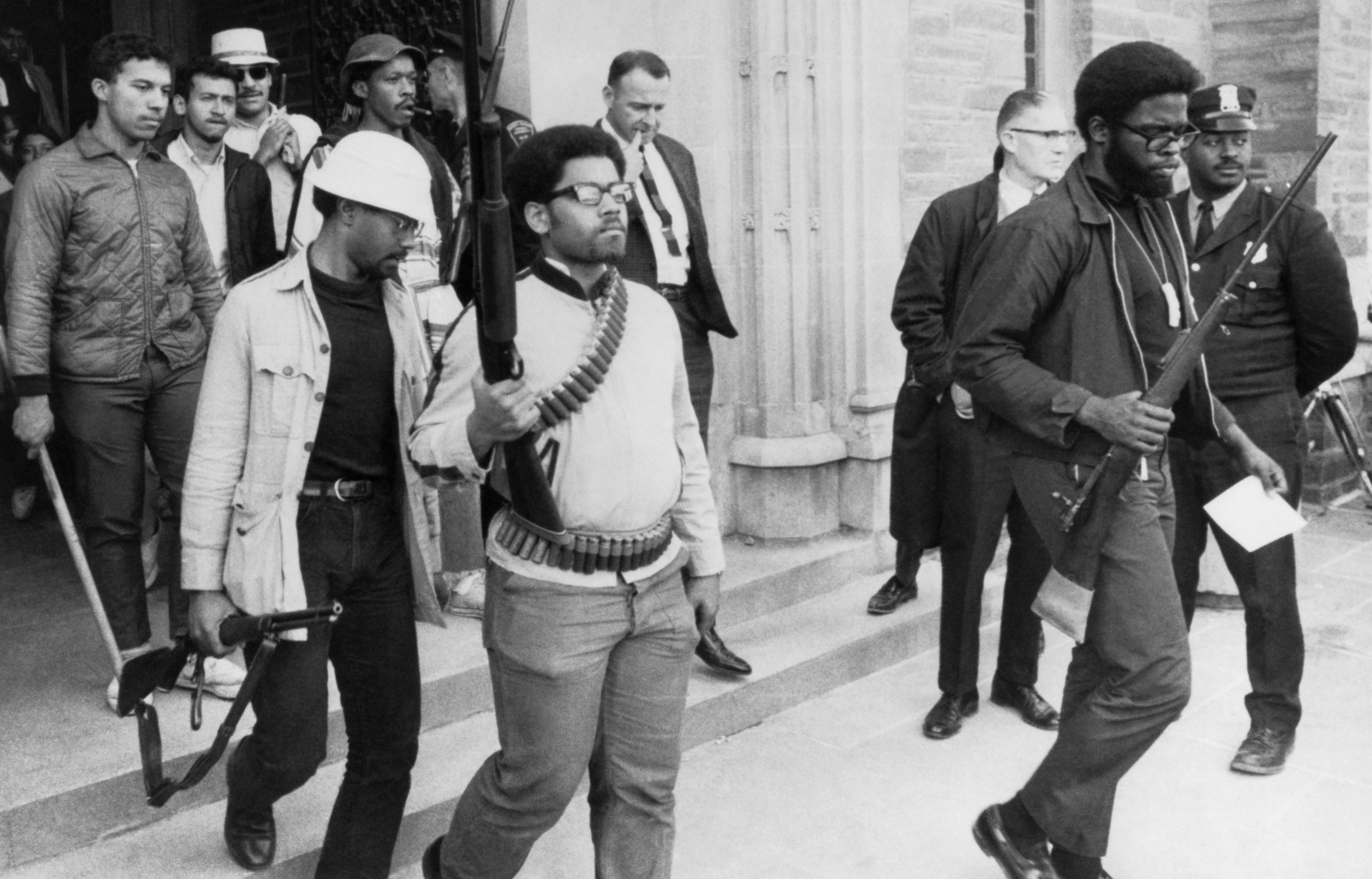
Steve Starr v roce 1970 získal ocenění Pulitzer Prize za fotografii ozbrojenců na Cornell University

Ocenění Pulitzer Prize for Spot News Photography bylo součástí Pulitzerovy ceny od roku 1968 do roku 1999 a bylo udělováno za významný přínos v černobílé nebo barevné fotografii. Od roku 1969 se jediná kategorie - Pulitzer Prize for Photography - rozdělila na spot news (od roku 2000 breaking news) a feature photography. Pulitzerova komise s oceněním vydává také oficiální zprávu vysvětlující důvody pro udělení.

## Vítězové
- 1968: Rocco Morabito, Jacksonville Journal, za fotografii montérů telefonního vedení The Kiss of Life.
- 1969: Eddie Adams, Associated Press, za fotografii "Saigonská exekuce".
- 1970: Steve Starr, Associated Press, za zpravodajský snímek pořízeném na Cornell University, "Campus Guns".
- 1971: John Paul Filo, Valley Daily News / Daily Dispatch, z pittsburského předměstí Tarentum, Pensylvánie a New Kensington, za dokumentární snímky tragédie masakru studentů na Kent State University ze dne 4. května 1970.
- 1972: Horst Faas a Michel Laurent, Associated Press, za jejich sérii snímků "Death in Dacca".
- 1973: Nick Ut, Associated Press, za fotografii "The Terror of War", zachycující děti zasažené napalmem (fotografie).
- 1974: Anthony K. Roberts, fotograf na volné noze, Beverly Hills Kalifornie, za cyklus snímků Fatal Hollywood Drama, na němž byl údajně zabit únosce.
- 1975: Gerald H. Gay, Seattle Times, za fotografii čtyř vyčerpaných hasičů Lull in the Battle.
- 1976: Stanley Forman, Boston Herald-American za sérii fotografií požáru v Bostonu dne 22. července 1975.
- 1977: Stanley Forman, Boston Herald-American, za fotografii The Soiling of Old Glory, která ukazuje Josepha Rakese útočícího na Theodora Landsmarka s použitím americké vlajky jako kopí během demonstrace v Boston City Hall (fotografie).
- 1977: Neal Ulevich, Associated Press, za sérii fotografií nepokojů a násilí v ulicích Bangkoku.
- 1978: John H. Blair, United Press International za fotografii Tonyho Kiritsise, který drží zbraň u hlavy indianapoliského makléře.
- 1979: Thomas J. Kelly III, Pottstown Mercury, Pensylvánie, za sérii nazvanou "Tragédie na Sanatoga Road."
- 1980: anonym, United Press International, za "Firing Squad in Iran". V roce 2006 byl fotograf identifikován jako Jahangir Razmi.[1]
- 1981: Larry C. Price, Fort Worth Star-Telegram, za fotografii z Libérie.
- 1982: Ron Edmonds, Associated Press za fotografickou reportáž z atentátu na Ronalda Reagana.
- 1983: Bill Foley, Associated Press, za sérii snímků obětí a pozůstalých po masakru v Sabře a Šatíle v Bejrútu.
- 1984: Stan Grossfeld, Boston Globe, za sérii fotografií odhalující vliv občanské války v Libanonu na tamní obyvatele.
- 1985: Fotografové Register, Santa Ana, Kalifornie, za jejich fotografické pokrytí letních olympijských her 1984.
- 1986: Carol Guzy a Michel duCille, Miami Herald, za jejich fotografie tragédie u Nevado del Ruiz, Kolumbie.
- 1987: Kim Komenich, San Francisco Examiner, za fotografickou dokumentaci pádu filipínského prezidenta Ferdinanda Marcose.
- 1988: Scott Shaw, Odessa American, za fotografii malé Jessicy McClureové, kterou drží záchranáři po vyproštění z hluboké studny. (fotografie)
- 1989: Ron Olshwanger, fotograf na volné noze, za snímek publikovaný v St. Louis Post-Dispatch, hasič resuscituje dítě vytažené z hořící budovy.
- 1990: Fotografové Oakland Tribune, Kalifornie, za jejich fotografie devastací způsobených zemětřesením Loma Prieta 17. října 1989. Členové týmu Oakland Tribune byli: Tom Duncan, Angela Pancrazio, Pat Greenhouse, Reginald Pearman, Matthew Lee, Gary Reyes, Michael Macor, Ron Riesterer, Paul Miller a Roy H. Williams.
- 1991: Greg Marinovich, Associated Press, za sérii fotografií jihoafrických příznivců Kongresu ANC zabíjejících špióna kmene Zulu. (fotografie)
- 1992: Fotografové Associated Press za fotografie z Moskevského puče v roce 1991 a pádu komunistického režimu.
- 1993: Ken Geiger a William Sneider, Dallas Morning News, za jejich fotografie z letních olympijských her 1992 v Barceloně.
- 1994: Paul Watson, Toronto Star, za fotografii publikovanou po celém světě, na které je tělo amerického vojáka vláčeného Somálci ulicemi Mogadišu. (fotografie)
- 1995: Carol Guzy, Washington Post, za sérii fotografií ilustrující krizi na Haiti a její důsledky.
- 1996: Charles Porter IV, fotograf na volné noze, za fotografii pořízené po pumovém útoku ve městě Oklahoma distribuované společností Associated Press, na které je hasič nesoucí jednoleté dítě. (fotografie)
- 1997: Annie Wells, Press Democrat, Santa Rosa, Kalifornie, za její fotografii muže zachraňujícího dívku z povodní rozbouřené řeky.
- 1998: Martha Rial, Pittsburgh Post-Gazette, za její portréty lidí, kteří přežili rwandskou genocidu a občanskou válku v Burundi.
- 1999: Fotografové Associated Press, za portfolio snímků po bombovém útoku na americká velvyslanectví v Nairobi a Dar-es-Salaamu.

## Galerie
V roce 1974 získal ocenění Anthony K. Roberts, fotograf na volné noze, Beverly Hills Kalifornie, za cyklus snímků Fatal Hollywood Drama, na němž byl údajně zabit únosce.

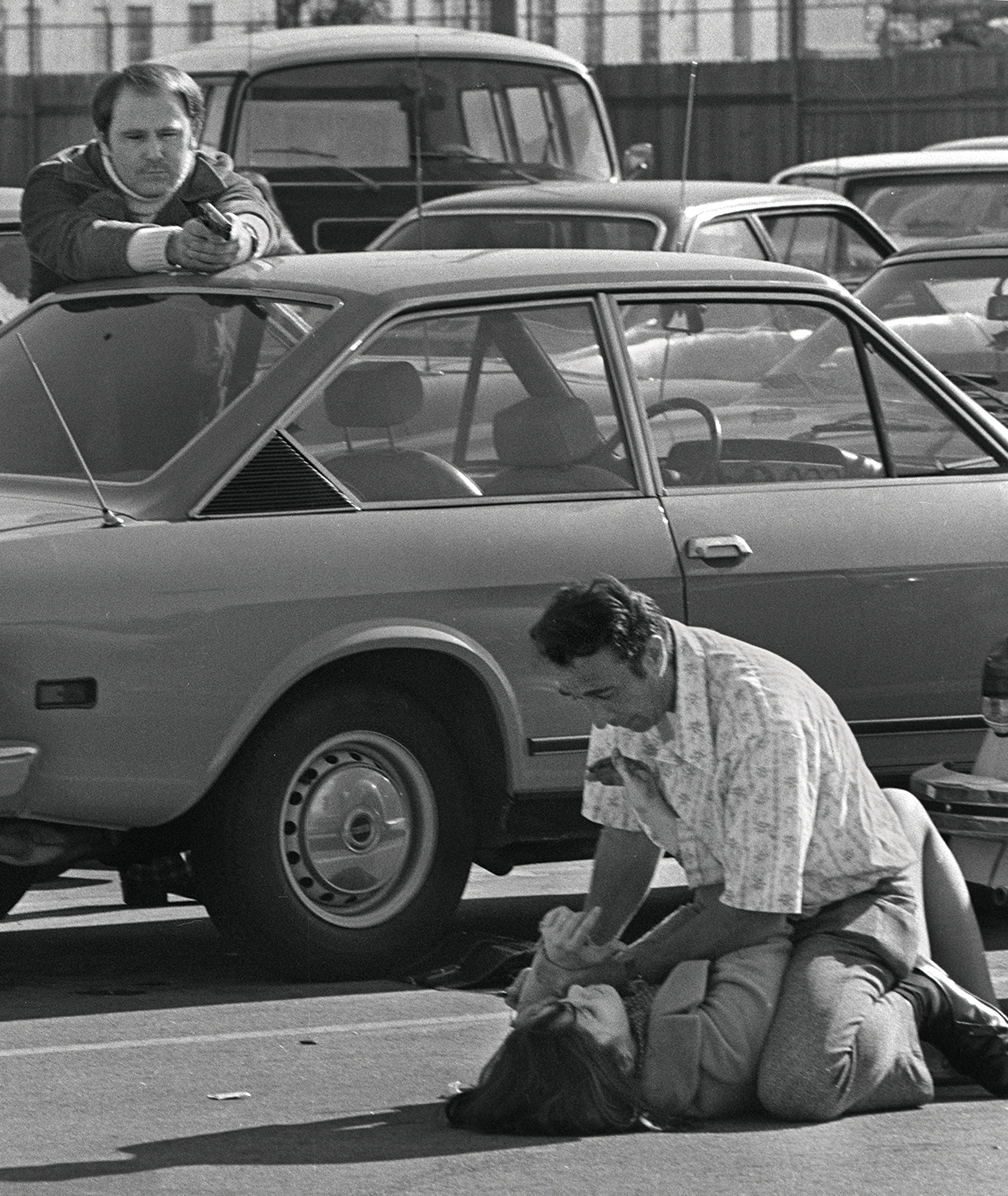
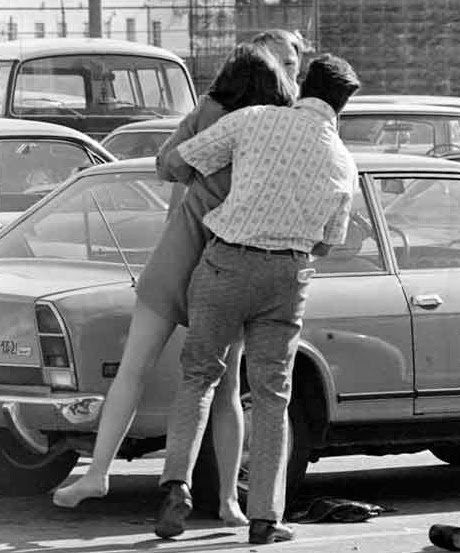
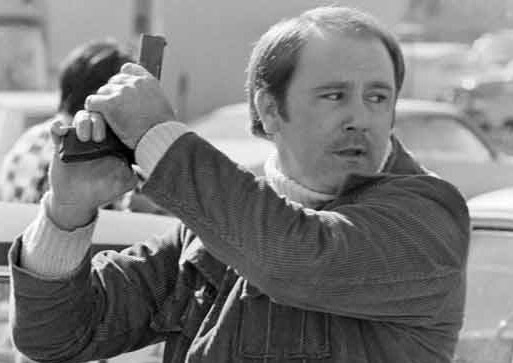
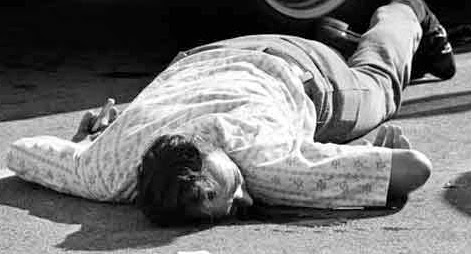

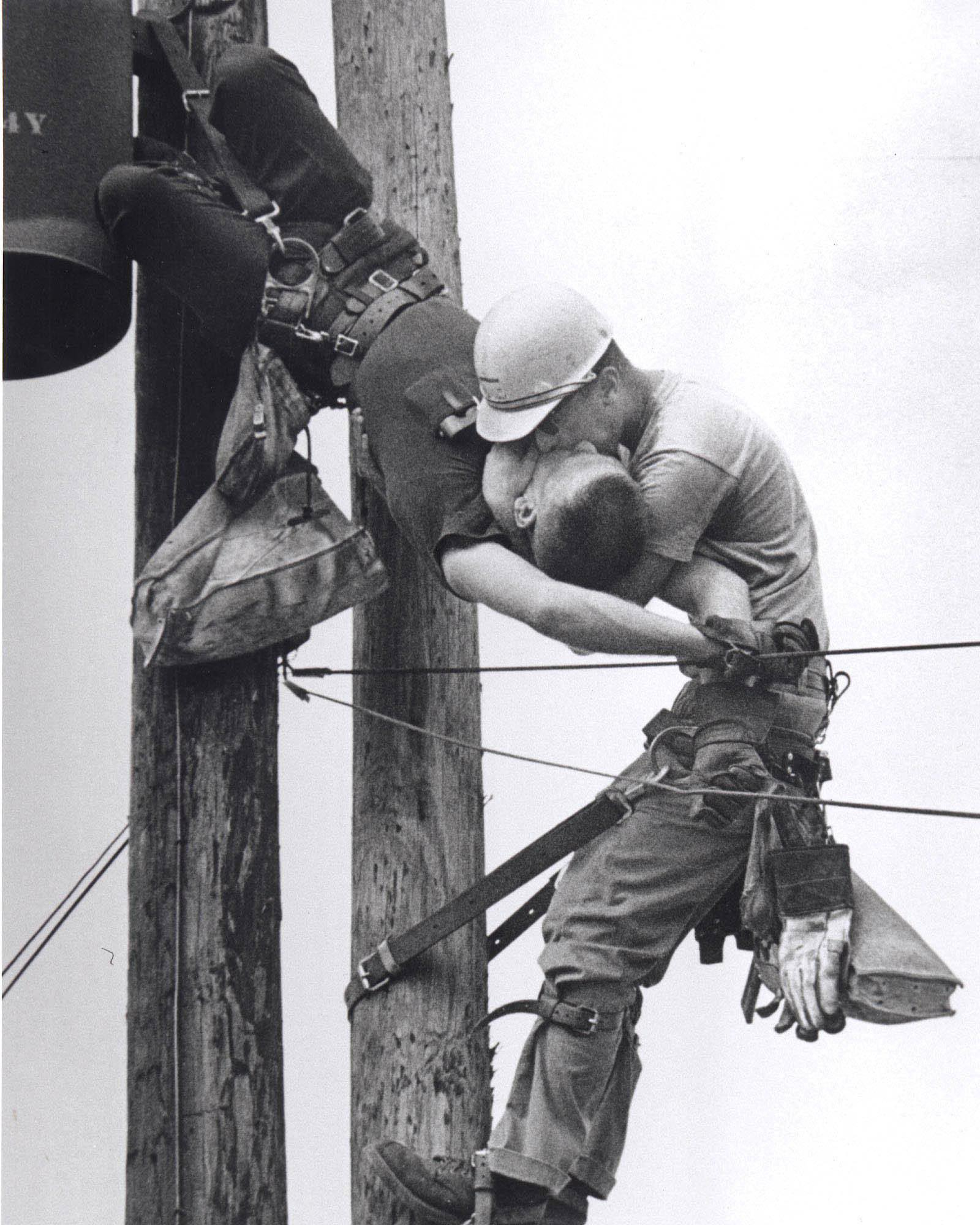
Rocco Morabito, Jacksonville Journal, za fotografii montérů telefonního vedení The Kiss of Life
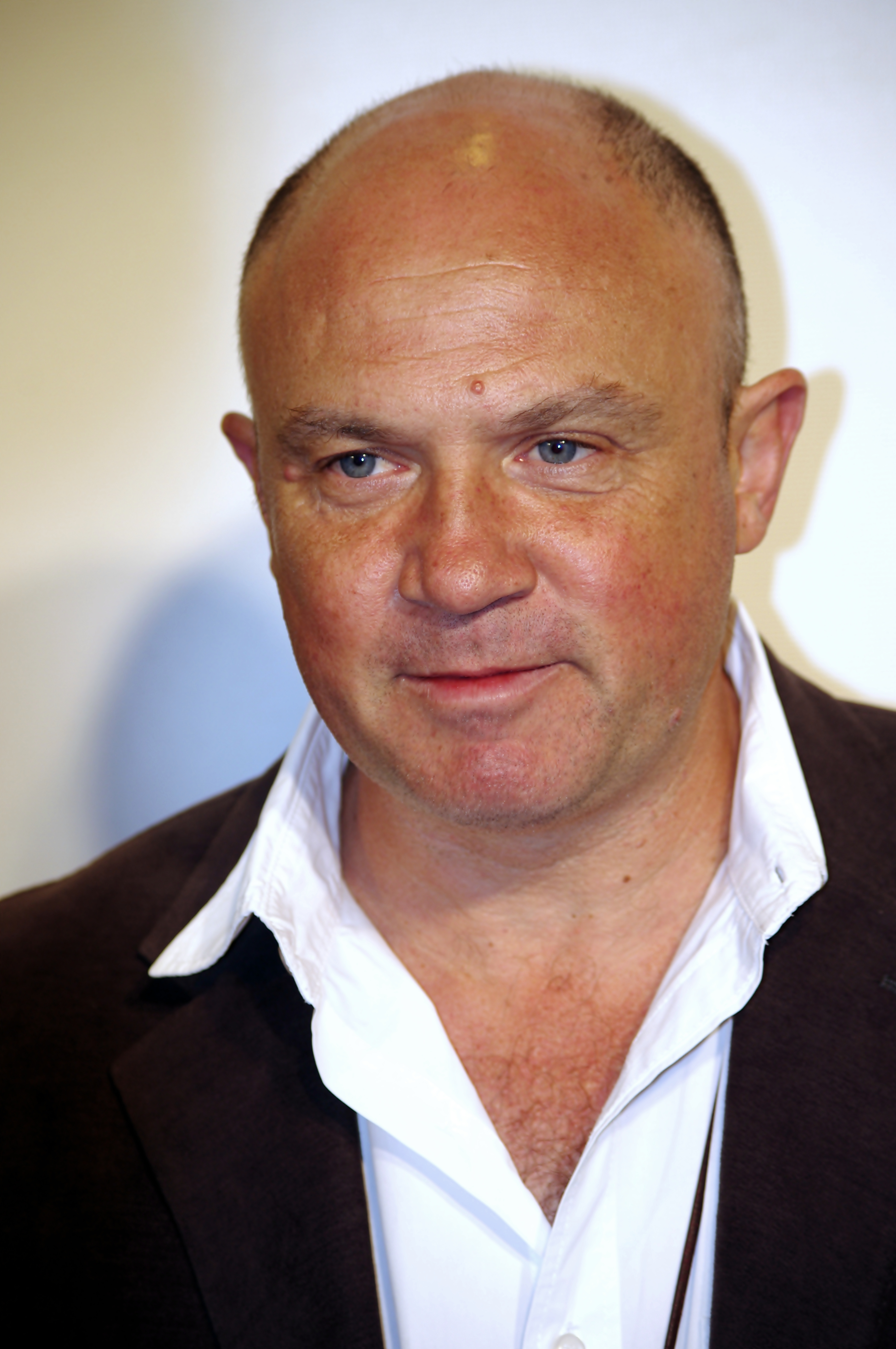
Greg Marinovich získal ocenění v roce 1991 za sérii fotografií jihoafrických příznivců Kongresu ANC zabíjejících špióna kmene Zulu
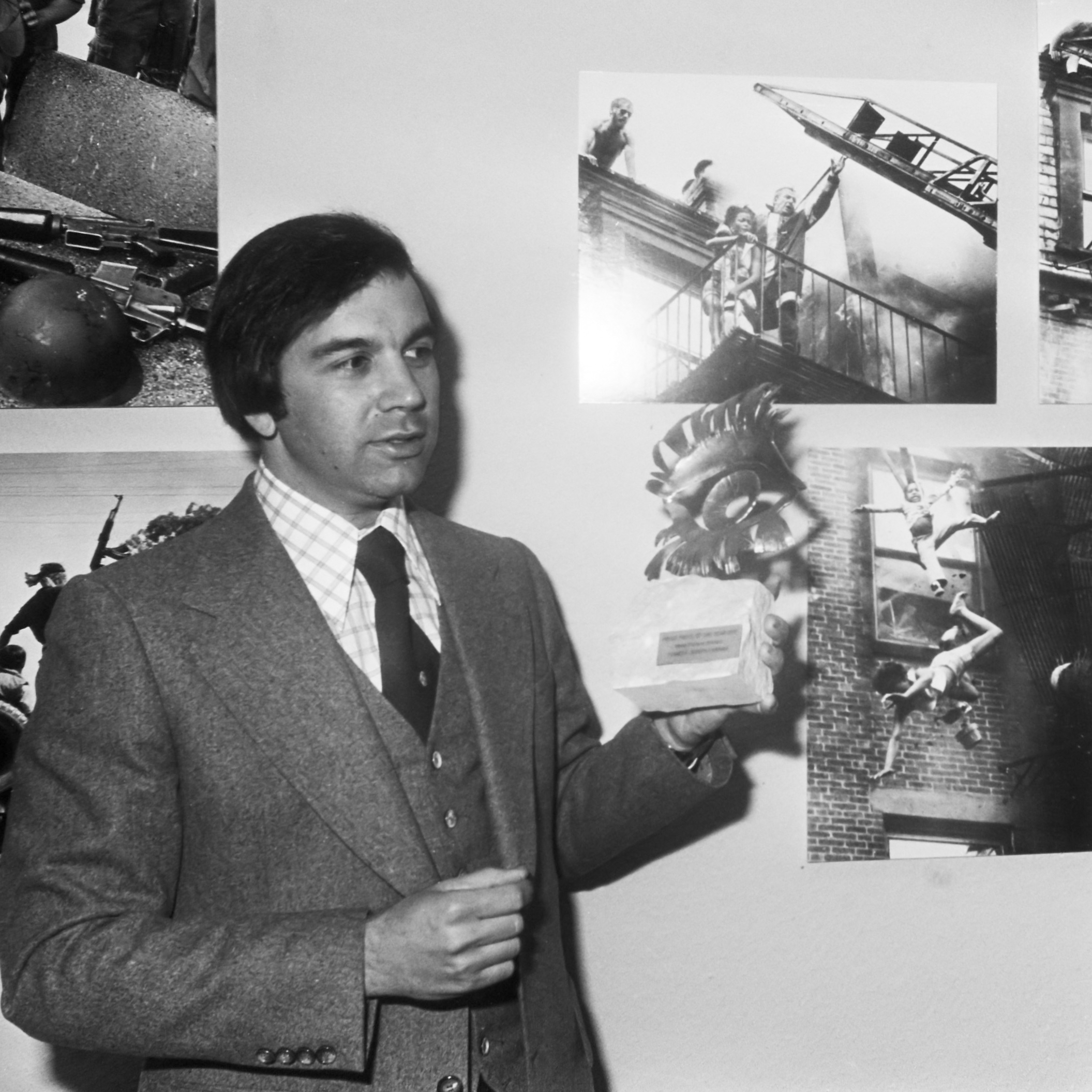
Stanley Forman získal ocenění dvakrát. V roce 1976 za sérii fotografií požáru v Bostonu dne 22. července 1975. O rok později za fotografii The Soiling of Old Glory, která zobrazuje Josepha Rakese útočícího na Theodora Landsmarka s použitím americké vlajky jako kopí během demonstrace v Boston City Hall